# 陳澤杉
陳澤杉（英語：Sam Chen）是一名台灣唱片公司高層、創意人、藝人經紀人。曾擔任包括科藝年代、環球唱片、科藝百代、華納音樂等多家國際唱片公司華語區高層。

## 簡歷
- 1990年進入金圓唱片擔任業務助理，而後轉調至宣傳部門，曾負責宣傳宏星特攻隊、阿吉仔、陳雷等藝人。
- 1994年，成為自由工作者，曾擔任李安的電影宣傳，並經手L.A. Boyz、郭富城等人的唱片宣傳。
- 1997年，至科藝年代（EEI）擔任協理，負責統籌企宣部門。
- 1999年，轉任環球唱片國內部總監。
- 2000年底，至華納音樂擔任國內部副總。
- 2006年，擔任科藝百代董事總經理。
- 2008年，重返華納音樂，擔任大中華區總裁。
- 2018年7月，陳澤杉請辭華納音樂大中華區總裁一職[1][2]。同年8月，宣布加盟大陸製作公司燦星文化，擔任上海燦星文化傳媒股份有限公司副總裁、梦响强音董事長及Channel V台長[3]，直到2019年結束合作。[4]

- 2020年5月，陳澤杉返台設立新公司「澤山音樂娛樂」。[4]

## 爭議事件
- 2007年，陳澤杉策劃旗下歌手孫燕姿「埃及事件」，之後被台灣媒體捅破，孫燕姿也因此事傳與陳澤杉產生不和[5][6]：2月22日，孫燕姿前往埃及开罗拍攝新歌〈逆光〉的MV，2月26日傳出孫燕姿遭到當地黑道恐嚇，陳澤杉受訪時表示孫燕姿受到很大驚嚇，已向新加坡駐埃及大使館求助，並已安置在安全處所[7]；2月27日陳澤杉召開記者會表示，孫燕姿於埃及遭到當地黑道恐嚇勒索、強迫刷卡，並和當地導遊發生金錢糾紛[8][9]；由於唱片公司說法反反覆覆、導演失蹤、孫燕姿未返回台灣、工作人員避談等跡象，陳澤杉開始被質疑在「炒新聞」[10]；3月10日，孫燕姿受訪時表示，報導過於誇張，僅有工作人員和當地人在一些事情上沒有達到共識[11]；3月26日，承辦孫燕姿一行人到埃及的太陽帝國旅行社負責人哈立德，在網路上說明整起事件原委[12][13]，當地導遊之一的Osama在隔天接受香港媒体电话访问也自辯，從未發生亮槍恐嚇事件，所有收費都是當地政府收的拍攝費及器材費；陳澤杉對此表示，兩方說法有落差，需要再調查[14]。之後MV導演黃中平表示與陳澤杉不可能再有合作關係，也不再為陳澤杉公司旗下藝人拍攝MV[15]。在2008年陳澤杉離開百代唱片後，有知情人士表示埃及事件是陳澤杉一手策劃的炒作手法[16]。此事件之後孫燕姿有長達4年的時間未再發片，並曾於2009年訪問中提及該事件時，委婉表示已對現行唱片圈的行銷手法不認同[17]。
- 2007年，陳澤杉被周杰倫踢爆為旗下歌手蔡依林「買榜」[18]，陳澤杉因此事宣稱憂鬱症復發並有心生退出娛樂圈之意[19]。但在2008年初離開百代唱片後[20]，於當年7月跳槽回鍋華納唱片[21]。
- 2008年陳澤杉重返華納唱片後，前公司金牌大風（收購後的百代唱片）指控陳澤杉在百代唱片擔任總經理期間屢次在未知會高層的情況，擅自幫公司簽下文件，公司高層最終禁止陳澤杉簽屬任何文件，也不准陳澤杉再進辦公室[22]；並表示陳澤杉在跳槽之前，為了替華納排除市場競爭，將蔡依林與百代最後一張國語專輯的片約更改成發行英文專輯，而蔡依林最後推出的英文翻唱專輯《愛的練習語》銷售成績不如以往，讓百代損失高額授權金[23]；除此之外也指控陳澤杉將媒體採購合約從非獨家改為獨家，企圖使百代只能透過單一公司購買廣告，還另外把KTV契約加入新條件，讓原本該付給百代的數千萬元款項，直接付給由他所指定的獨家媒體採購公司，導致百代損害權益，於是對陳澤杉提出民事訴訟並對其求償[24]。最後法院判決陳澤杉勝訴[25]。

- 2009年金牌大風欲為旗下歌手張惠妹發行出道10週年的演唱會DVD與藍光光碟，張惠妹也為此親自剪輯影片，卻因當時金牌大風和陳澤杉有官司糾紛，陳澤杉藉故拿張惠妹當籌碼，要求金牌大風撤銷對其的控訴，而不願提供張惠妹華納時期的音樂版權。張惠妹因此事無法在原定的3月28日發行DVD，令廣大歌迷感到憤怒和遺憾，並在各大報刊雜誌上刊登廣告呼籲華納唱片釋出版權，亦在《Star世界巡迴演唱會》台北安可場現場，手上和頭上都繫上黃絲帶抗議，表示「我要我們的DVD」[26]；金牌大風則回應華納唱片仍未提供音樂版權以發行演唱會DVD，此事件之後便不了了之。2011年，豐華唱片老闆張小燕以張惠妹恩師身份出面請華納釋放版權，因她演唱會DVD長年卡在華納時期的歌曲版權數年而不能收錄，這回張小燕親自出面與華納協商，最終拿下了張惠妹15週年演唱會的DVD版權[27]。
- 2008年11月，陳澤杉被香港媒體指出介入企業家劉鑾雄和呂麗君的公開家事爭吵事件，教呂麗君就甘比（陳凱韻）產女一事撰寫聲明稿；但陳之後否認此事[28]。
- 2016年張韶涵發行專輯《全面淪陷》，並於7月23日在台北小巨蛋舉辦演唱會，隔日在西門町舉辦簽唱會，從未有合作關係的陳澤杉在私人臉書發文暗批張韶涵「不懂感恩」、「新專輯難聽死」等言論[29][30]。張韶涵因此心情受到影響，7月25日凌晨發文謝謝歌迷支持，好友蘇打綠主唱青峰也留言表示支持[31][32]。